# Только три ночи
«Только три ночи» — советский фильм сценариста, кинорежиссёра, оператора Гавриила Егиазарова, снятый в 1969 году по рассказу Александра Борщаговского «Ночью».

Практически сразу после съёмок этот фильм «положили на полку» на долгие годы. В 1988 году фильм был отреставрирован, а его премьера состоялась в мае 1989 года, когда режиссёра уже не было в живых.

## Сюжет
В деревне Бабино, вместе с ребёнком и мамой живёт девушка Люба. Её муж погиб на войне. Однажды в деревню приезжает Николай, который вместо заболевшего киномеханика привозит для местных жителей киноплёнку с фильмом «В джазе только девушки», для того чтобы показать этот фильм в местном кинотеатре. Дома Николая ждёт молодая беременная жена. Показав фильм, Николай собирается ехать домой, но по дороге встречает Любу. Когда-то они любили друг друга, но расстались. А теперь чувства нахлынули с новой силой. Николаю предстоит сделать нелёгкий выбор между женой и вспыхнувшей вновь старой любовью.

## В ролях
- Валерий Козинец — Николай
- Нина Гуляева — Люба Ермакова
- Владимир Воробей — Степан
- Вера Кузнецова — мама Любы
- Николай Гринько — Серафим
- Ирина Короткова — Катя
- Любовь Соколова — мама Кати
- Алексей Глазырин — отец Кати
- Олег Ефремов — Хворостин Иван Петрович
- Николай Сморчков — шофёр
- Елизавета Никищихина
- Сергей Калинин
- Татьяна Вокач (Бизяева)

## Съёмочная группа
- Автор сценария: Александр Борщаговский
- Оператор: Николай Немоляев
- Композитор: Исаак Шварц

## Критика
Кинокритик Н. Зоркая писала в журнале «Советский экран»:

«Начну с ноты светлой, хотя к радости за выход этого фильма примешивается горечь: „Только три ночи“. Постановщик его — известный мастер Гавриил Егиазаров, скромный человек, так и не успел при жизни увидеть на экранах этот свой фильм, снятый много лет назад по сценарию Александра Борщаговского и отправленный на злополучную „полку“, то есть попавший под запрет. „За что?“ — спросит сегодняшний молодой Зритель, не переживший той поры. Чем могла испугать эта небольшая, как рассказ, история трудной любви двоих, сельского киномеханика и примерной колхозницы (она же прекрасная женщина, мать мальчонки-подростка)? Шокировала ханжей показом непреодолимого чувства, драмой четырёх людей, о которой поведано с экрана искренне, нежно и целомудренно? Чем и кому не потрафила эта ранняя экранная „деревенская проза“, современница „Председателя“, „Истории Аси Клячиной…“, шукшинских картин? Но и сейчас зритель, любящий киноискусство, оценит подлинность чувств, игру Нины Гуляевой, лирическую атмосферу действия.»